# Per Wingqvist
Per Gustaf Wingqvist, född 3 juli 1849 i Linköpings församling, Östergötlands län, död 5 december 1910 i Härnösands församling, Västernorrlands län, var en svensk psykiater. Han var far till Elin Wingqvist-Renck.
Wingqvist blev student vid Uppsala universitet 1868, medicine kandidat 1876 och medicine licentiat 1888. Han var biträdande läkare vid Uppsala hospital 1882–89 och vid Härnösands hospital 1889–93, överläkare vid Piteå hospital och asyl 1893–1904 och vid Härnösands hospital från 1904.